# Tiroro
Tiroro (em grego clássico: θυρωρός; romaniz.: Thyrorós; em persa médio: darbed; em parta: barbed) foi o título de um oficial sassânida. A partir de sua forma grega é possível afirmar que o detentor deste título ocupava a posição de porteiro. Em sua forma persa deriva do persa antigo *dvara-pati-, que literalmente significa "senhor do portão". Era encarregado de controlar os visitantes nos portões do palácio real e impedir a entrada de intrusos indesejados. Pode-se concluir que era chefe de um destacamento de guardiões subordinados. É mencionado na inscrição trilíngue Feitos do Divino Sapor (ca. 262) segundo a qual era ocupado por Pabeco.